# 災害救援航空機情報共有ネットワーク
災害救援航空機情報共有ネットワーク（D-NET）とは、宇宙航空研究開発機構(JAXA)で2012年から始まった分散型高効率航空交通管理システム（DREAMS：Distributed and Revolutionarily Efficient Air-traffic Management System）プロジェクトで研究された防災・小型機運航技術である。
災害発生時に、ヘリコプター等の航空機による救援活動を効率的かつ安全に支援するための情報共有ネットワークである。
(D-NET1)災害救援航空機情報共有ネットワーク
災害時に救援航空機と対策本部等の間で必要な情報を共有化し、最適な運航管理を行うことにより、救援ミッション遂行時の無駄時間や救援機同士の異常接近を減らすこと等によって、効率性と安全性を向上することを目的としている。
(D-NET2)災害対応航空技術
ヘリコプター等の航空機、無人航空機、人工衛星の統合的な運用による災害情報の収集・共有化および災害救援航空機による効率的かつ安全な救援活動を支援する。
(D-NET3)災害対応航空技術
自然災害だけでなく、国家的イベントの警備・警戒にも対応可能な「災害・危機管理対応統合運用システム（D-NET3）」の研究開発に着手。